# Croada dels Pastors (1320)
La Croada dels Pastors, un moviment popular al nord de França dirigit a ajudar a la Reconquesta, una època de fam deguda als canvis climàtics i la deteriorada situació econòmica de la població rural, unida amb profecies i la parla d'una nova croada. L'endeutament amb els prestadors jueus havia estat eliminat amb la seva expulsió per Felip IV de França el 1306, però el seu fill Lluís X els va portar de tornada, sent soci en la recuperació dels seus deutes.
La croada va començar al maig de 1320 a Normandia, quan un pastor adolescent va afirmar haver estat visitat per l'Esperit Sant, que li va donar instruccions per combatre els moros a la península Ibèrica.
En 1320, la croada dels pastors travessà els Pirineus atacant les aljames de Jaca i Montclús. Jaume el Just actuà i envià un destacament per protegir els jueus, i l'infant Alfons manà penjar quaranta dels atacants d'Osca i els atacants es dirigiren a Tudela i Pamplona, on els jueus plantaren cara i els rebutjaren.
Igual que en la Croada dels Pastors de 1251, aquest moviment es componia en la seva majoria d'homes joves, dones i nens. Va marxar a París per demanar a Felip V per guiar-los, però es va negar a reunir-se amb ells, i mentre eren a París es van alliberar els presos al Grand Châtelet.